# Анук (имя)
Анук (фр. Anouk) — французское женское имя и уменьшительное от женского имени Анна на нидерландском языке. 

## Персоналии
- Анук — нидерландская певица.
- Анук Веттер — нидерландская легкоатлетка.
- Анук Гринбер — французская актриса.
- Анук Деккер — нидерландская футболистка.
- Анук Лепер — бельгийская топ-модель.
- Анук Февр-Пикон — французская лыжница.
- Анук Хогендейк — нидерландская футболистка.
- Анук Эме — французская актриса.